# Örstigsnäs naturreservat
Örstigsnäs naturreservat är ett kommunalt naturreservat i Nyköpings kommun i Södermanlands län.
Området är naturskyddat sedan 2022 och är 277 hektar stort. Reservatet ligger söder om Nyköping på kustsidan av en udde och består av skog och havsstränder och marina miljöer. 